# HD 10148
HD 10148，又名BD-22 272，SAO 167198、HR 473，是一颗恒星，视星等为5.58，位于銀經187.04，銀緯-77.72，其B1900.0坐标为赤經1h 34m 5s，赤緯-21° -77.72′ 5″。